# Selda (Vorname)
Selda ist ein türkischer weiblicher Vorname. Der Vorname Selda existiert ebenfalls im Jiddischen. Dort ist als Wortherkunft das mittelhochdeutsche Wort "selde" bekannt, das "Glück", "(Seelen-)Heil" und "Erlösung von Sünden" bedeutet. 

## Namensträgerinnen
- Selda Akhan  (* 1969), deutsch-türkische Schauspielerin und Regisseurin
- Selda Bağcan  (* 1948), türkische Sängerin
- Selda Zenker (* 1974), deutsch-türkische Sängerin und Songwriterin